# 祭器台

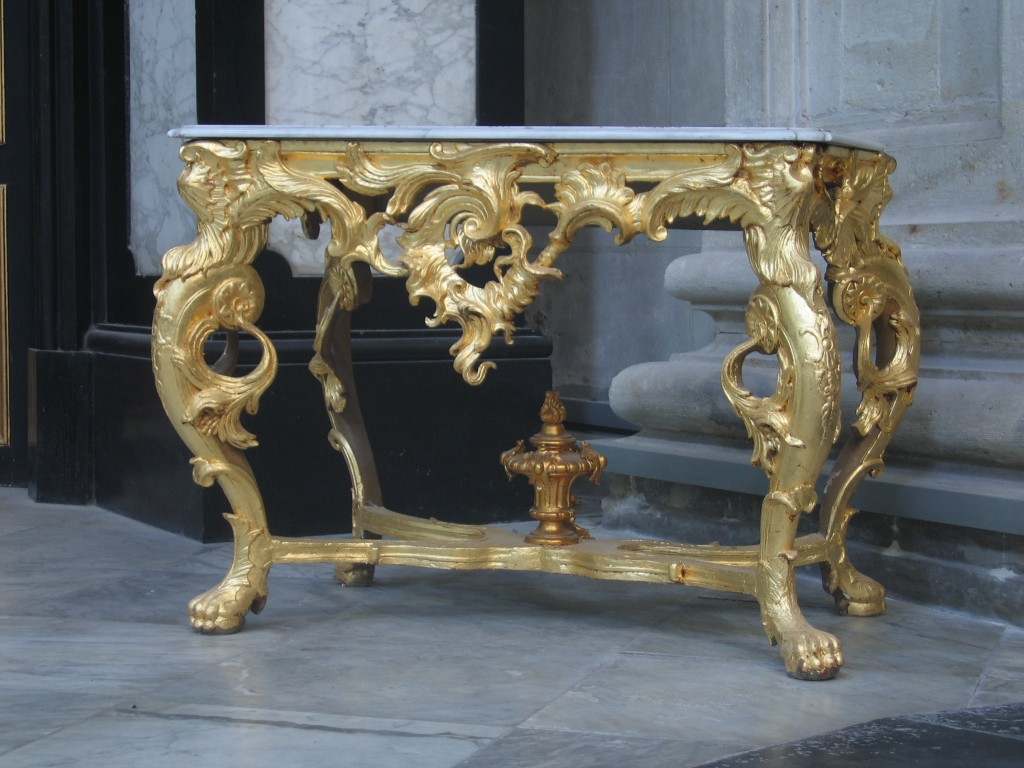
一張雲石面的洛可可祭器台

祭器台，亦译祭器桌，俗称天神台，是置於基督教教堂聖所裡的小型台，用於聖祭禮儀。
祭器台經常置於聖所書信邊（即南邊）牆附近，可能舖麻布台布，由輔祭職或輔祭保管。聖祭禮儀時用的祭器放在台上，有時包括祝聖前的麵餅和葡萄酒、洗手禮時用的盆子、大口水罐（英文：ewer）和毛巾。領聖體時用的麵餅可以藏在聖體盒（拉丁文：ciborium，有時錯誤地稱為pyx）。將會倒入聖爵的葡萄酒和水載在小壺（英文：cruets）內。聖爵和聖盤（paten）以麻布和紗布覆蓋，可能由教堂禮儀開始至到奉獻禮之時置於祭器台上，遂移到祭台上。

## 外部連結
- "Credence" （页面存档备份，存于） 條目，來自天主教百科全書